# Neococcidencyrtus quadriceps
Neococcidencyrtus quadriceps är en stekelart som först beskrevs av De Santis 1972.  Neococcidencyrtus quadriceps ingår i släktet Neococcidencyrtus och familjen sköldlussteklar. Inga underarter finns listade i Catalogue of Life.